# Конста Мякінен
Конста Мякінен (фін. Konsta Mäkinen; 19 січня 1992, м. Тампере, Фінляндія) — фінський хокеїст, захисник. Виступає за «Ільвес» (Тампере) у СМ-лізі.
Вихованець хокейної школи «Ільвес» (Тампере). Виступав за «Ільвес» (Тампере), ЛеКі (Лемпяаля).
В чемпіонатах Фінляндії — 118 матчів (6+13), у плей-оф — 8 матчів (1+0).
У складі молодіжної збірної Фінляндії учасник чемпіонату світу 2012. У складі юніорської збірної Фінляндії учасник чемпіонату світу 2010.
Досягнення
- Бронзовий призер юніорського чемпіонату світу (2010).